# Syrtis Major Planum
Cet article concerne le plateau volcanique martien. Pour le volcan éponyme, voir Syrtis Major.
Syrtis Major Planum, redéfini à partir de la zone d'albédo sombre anciennement dénommée Syrtis Major Planitia, est un haut plateau volcanique de la planète Mars. Il est situé essentiellement dans le quadrangle de Syrtis Major, mordant sous l'équateur martien, d'un degré en latitude sur le nord du quadrangle d'Iapygia, et se trouve en bordure occidentale d'Isidis Planitia. S'étendant sur environ 1 215 km de diamètre, il est centré par 9,2° N et 67,1° E,, limité au nord par l'extrémité orientale d'Arabia Terra, à l'ouest et au sud-ouest par Terra Sabaea, au sud-est par Tyrrhena Terra et à l'est par le bassin d'Isidis Planitia.

## Histoire
Syrtis Major Planum est l'une des premières formations d'albédo identifiées sur Mars, en raison du fort contraste optique induit par les terrains sombres de cette région. Elle figurait sur une carte de Mars de l'astronome allemand Johann Heinrich von Mädler datant de 1840 sous le nom de Canal Atlantique, puis sur une autre de l'astronome anglais Richard Proctor datant de 1867 sous le nom de Kaiser Sea, que l'astronome français Camille Flammarion rebaptisa Mer du Sablier en 1876. C'est au cours de l'opposition de l'année suivante que l'astronome italien Giovanni Schiaparelli baptisa cette formation Syrtis Major, du nom du Golfe de la Grande Syrte — nom antique donné au Golfe de Syrte par opposition à la Petite Syrte, qui lui fait face en Tunisie.

## Géographie et géologie
Il s'agit d'une structure de nature a priori basaltique formée par les épanchements de lave de Syrtis Major, un volcan bouclier remontant vraisemblablement au début de l'Hespérien, voire à la fin du Noachien. 

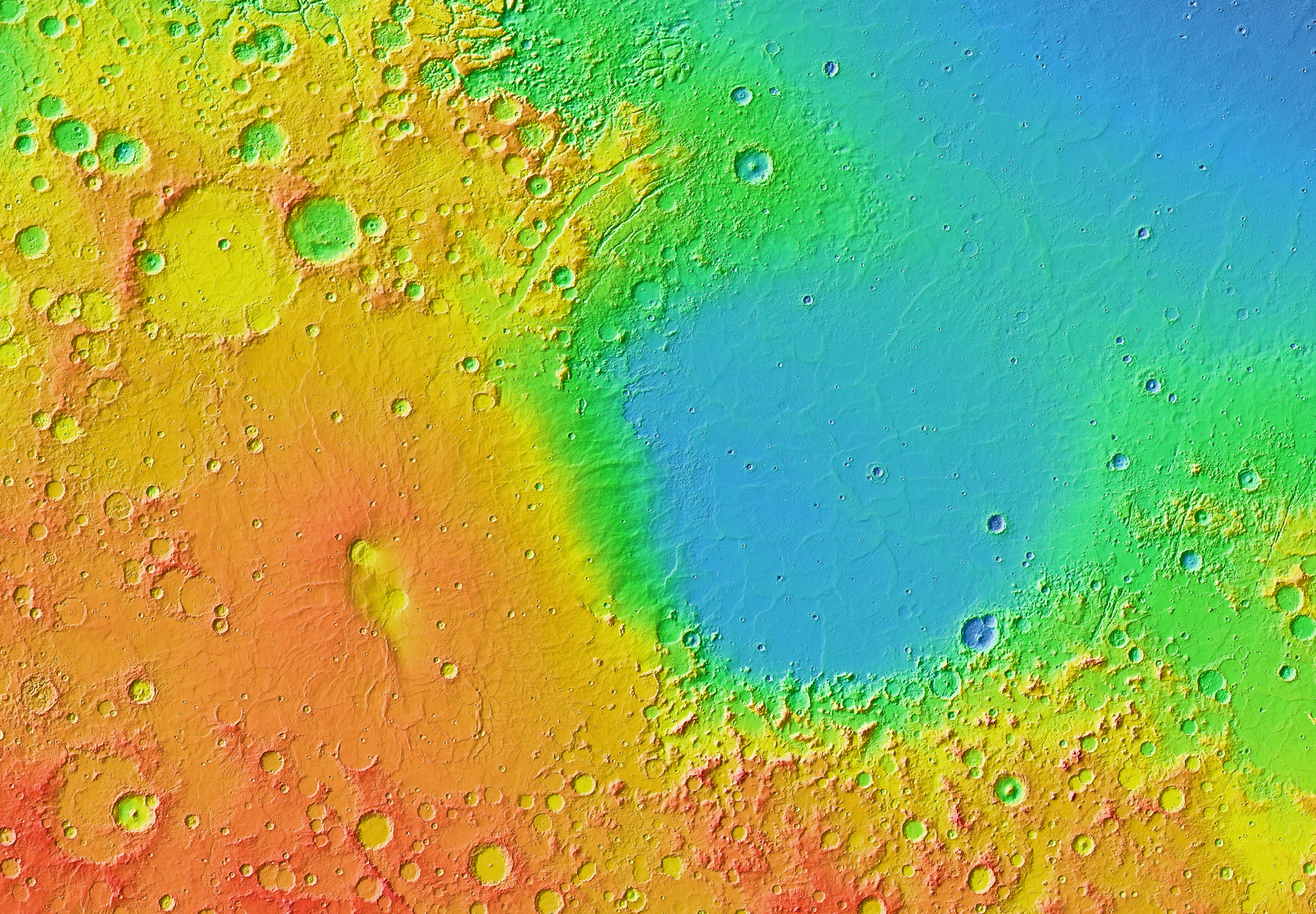
Topographie de Syrtis Major et Isidis Planitia par le MOLA.

Les terrains en surface sont eux-mêmes très anciens, datant de la première moitié de l'Amazonien (environ 2,3 milliards d'années), ce qui expliquerait, par l'érosion, les reliefs très peu marqués de cette région : les rebords de la caldeira de Nili Patera, points culminants du plateau, atteignent tout juste 2 000 m d'altitude, tandis que le reste de la région se situe assez uniformément à une altitude voisine de 1 000 m.